# 呂特維茨家族

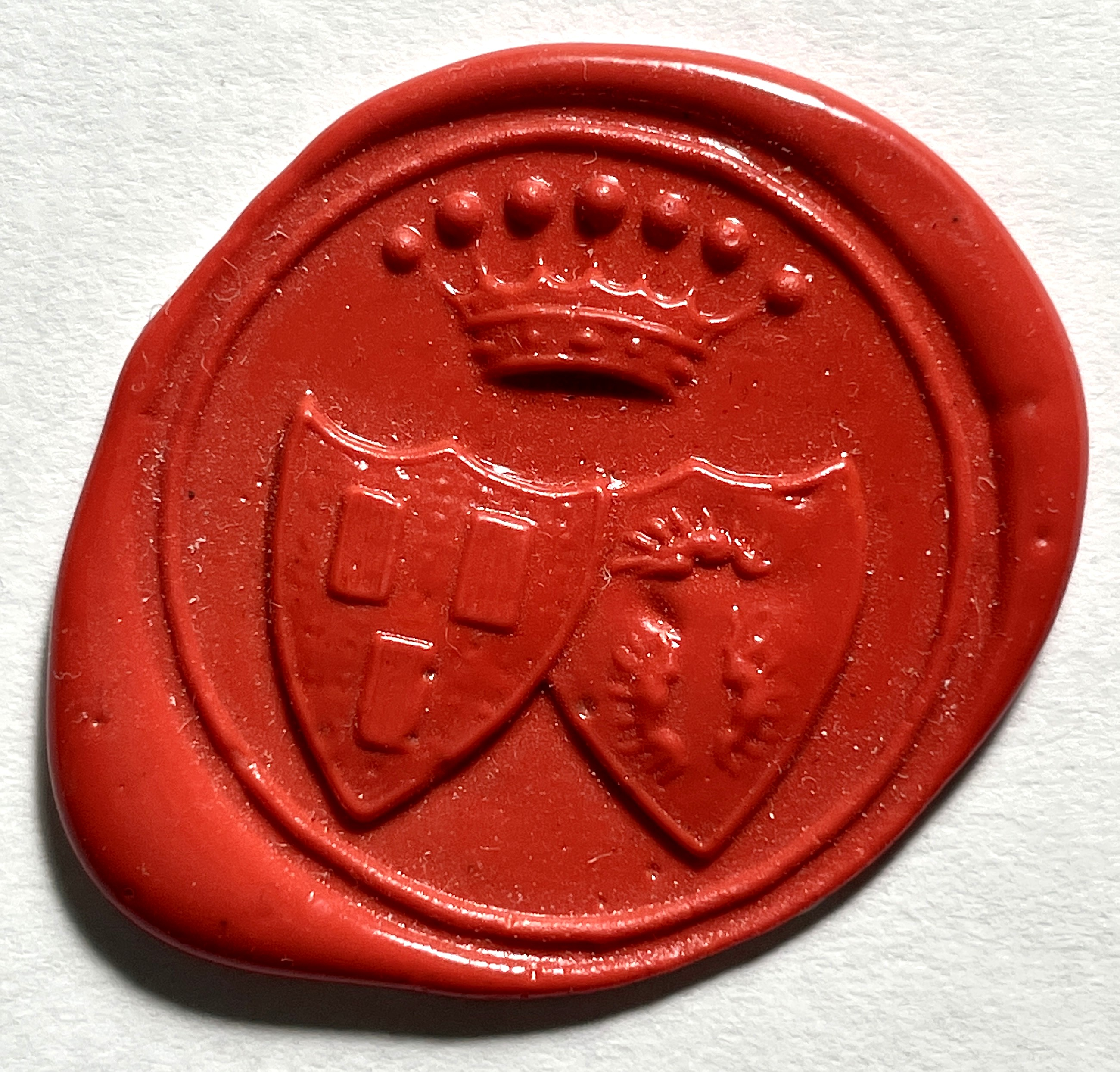
家族紋章

吕特维茨（德語：Lüttwitz）是一個古老的西里西亞德意志貴族家族的名字。吕特维茨家族最初來自上盧薩蒂亞地區。家族的分支一直存在到今天。其家族成員主要投身軍旅，其中著名的有
- 海因里希·西格蒙德·冯·吕特维茨（1696-1746），神聖羅馬帝國陆军军士
- 卡斯帕·西格蒙德·冯·吕特维茨（1732–1796），普鲁士少将
- 奥托·冯·弗兰肯贝格-吕特维茨（1829–1905），普鲁士骑兵上将
- 阿瑟·冯·吕特维茨（1865–1928），第一次世界大战中的普鲁士中将
- 弗里德里希·威廉·冯·吕特维茨（1861–1946），德国少将
- 格奥尔格·冯·吕特维茨（1851–1922），德国中将
- 欣科·冯·吕特维茨（1855–1928），普鲁士步兵上將
- 瓦尔特·冯·吕特维茨（1859–1942），德国步兵上將，卡普政变领导人
- 斯米洛·冯·吕特维茨（1895-1975），德国装甲兵上将和德国联邦国防军中将
- 海因里希·冯·吕特维茨（1896–1969），德国装甲兵上將
- 利迪·冯·吕特维茨（1902–1996），德国雕塑家